# Rocío Beltrán Medina
Rocío Beltrán Medina (Teapa, Tabasco; 21 de agosto de 1956-Ciudad de México, 12 de enero de 2003) fue una socióloga mexicana. Conocida por ser la primera esposa de Andrés Manuel López Obrador, quien fue presidente de México entre 2018 y 2024.

## Biografía
Rocío Beltrán Medina, hija de Gonzalo Beltrán Calzada y de Elena Noemí Medina García, nació el 21 de agosto de 1956 en Santiago de Teapa, localidad del estado de Tabasco. 
Inició la licenciatura en sociología por la Universidad Juárez Autónoma de Tabasco (UJAT) en 1976, donde conoció a Andrés Manuel López Obrador, quien fue uno de sus profesores. Posteriormente, comenzaron una relación romántica, lo cual los llevó a contraer matrimonio el 8 de abril de 1979 en Villahermosa; ambos tuvieron 3 hijos: 
- José Ramón López Beltrán (abogado, 30 de marzo de 1981)
- Andrés Manuel López Beltrán (politólogo, 21 de agosto de 1986)
- Gonzalo Alfonso López Beltrán (sociólogo, 1992)

En 1996, la familia López Beltrán se mudó a la Ciudad de México, donde su esposo Andrés Manuel López Obrador se convirtió en dirigente nacional del Partido de la Revolución Democrática (PRD).

## Últimos años
Rocío fue diagnosticada con una enfermedad autoinmune: lupus. A pesar de la creciente atrofia en sus articulaciones, Beltrán Medina desempeñó el papel de chofer de sus propios hijos. Falleció el 12 de enero de 2003 a causa de un paro cardiorrespiratorio.
Fue sepultada en el Recinto Memorial en Villahermosa, donde López Obrador, en varias ocasiones, le ha dedicado diversos mensajes.